# 72e régiment d'artillerie
Pour les articles homonymes, voir 72e régiment.
Le 72e régiment d'artillerie (72e RA) est une unité de l'Armée de terre française, aujourd'hui dissoute. Créé en 1929, le 72e régiment d'artillerie est destiné à soutenir la cavalerie. Il combat ainsi en mai-juin 1940 dans la bataille de France puis continue d'exister dans l'Armée d'armistice jusqu'en 1942. Le 72e groupe d'artillerie est engagé dans la guerre d'Algérie. Jusqu'en 1997, le régiment existe sous le nom de 39e groupement de camp - 72e régiment d'artillerie, unité de garde du camp de Suippes.

## Création et différentes dénominations
- 1929 : création du 72e régiment d'artillerie (ou 72e régiment d'artillerie de division de cavalerie)
- 1940 : dissous puis recréé comme 72e régiment d'artillerie
- 1942 : dissous
- 1955 : nouvelle formation du 72e groupe d'artillerie

## Chefs de corps
- 1938 - 1940 : lieutenant-colonel Thomas[1],[2]
- 1941 - 1942 : colonel Morel[3].

## Historique

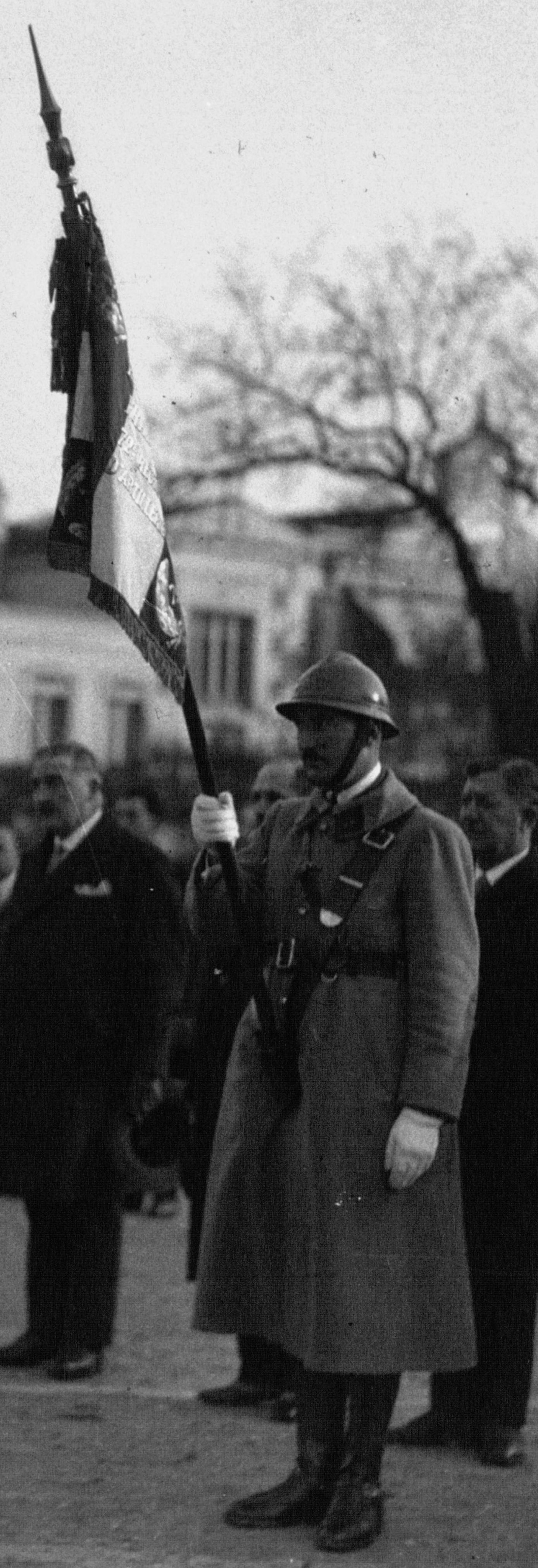
L'étendard du, à Vincennes en 1932.

### Entre-deux-guerres
Le 72e régiment d'artillerie est créé à Vincennes en mai 1929, à partir du 1er groupe d'artillerie affecté à la 1re division de cavalerie (armé de canons de 75 modèle 1897),. Il passe à la 3e division de cavalerie lorsque celle-ci est recréée à Paris en 1930. Le régiment est motorisé fin 1934, ses canons de 75 tractés tous-terrains (TTT) étant associés à des tracteurs Citroën-Kégresse P17.

### Seconde Guerre mondiale

#### Drôle de guerre et bataille de France
À la mobilisation de septembre 1939, le 72e régiment d'artillerie de division de cavalerie est constitué de deux groupes de canons de 75 TTT et d'un groupe de canons de 105 C modèle 1935 sur trains-rouleurs, renforcés en novembre d'une batterie de 47 modèle 1937 antichars (10e batterie divisionnaire antichar). En février 1940, la 3e DC devient la 3e division légère (puis 3e division légère de cavalerie en mars). Le 72e régiment d'artillerie de division légère perd un groupe de 75 TTT : il est formé du Ier groupe avec 75 TTT, du IIe groupe avec 105 C et de la 10e BDAC,,.
Le 72e RADLC combat pendant la bataille de France en mai-juin 1940 avec sa division. Il est crédité de la destruction de 38 blindés allemands au Quesnoy-sur-Airaines les 5 et 6 juin.

#### Armée d'Armistice
Dissous après l'arrêt des combats, il est recréé le 1er septembre 1940 dans l'armée de Vichy. Il est constitué, comme les autres régiments de l'artillerie, de trois groupes de trois batteries de 75, toutes hippomobiles sauf une motorisée. Il est alors stationné à Issoudun, Dun-sur-Auron et L'Isle-Jourdain. Le régiment est dissous en novembre 1942 après l'invasion de la zone libre. 

### Libération
Le régiment est brièvement reconstitué en octobre 1944 au sein du groupement Bertrand des forces françaises de l'intérieur. Créé à Bourges, le régiment est alors constitué d'un seul groupe (I/72e RA), à deux batteries et un état-major, représentant au total 149 hommes mi-octobre, équipés de divers canons récupérés au polygone de Bourges. Il rejoint en novembre les forces françaises de l'Ouest en position devant la poche de Royan et il reçoit une dotation de quatre puis douze canons 75/27 modello 06 (en) d'origine italienne. 
Son numéro n'est pas régularisé et il fusionne en février 1945 dans le 15e régiment d'artillerie de la 1re division d'infanterie. 

### Depuis 1945
En 1955, le IIe groupe du 12e régiment d'artillerie devient le 72e groupe d'artillerie, formant corps et rattaché à la 7e division mécanique rapide[réf. souhaitée]. Il participe à la guerre d'Algérie avec sa division, à partir de 1956.
Ses traditions sont reprises par le 39e groupement de camp, stationné à Suippes, jusqu'à sa dissolution en 1997.

## Étendard

Dessin du revers de l'étendard du d'artillerie, portant les inscriptions officielles.

Il porte, cousues en lettres d'or dans ses plis, les inscriptions suivantes :
- La Marne 1914
- Champagne 1915
- La Somme 1916
- Flandres 1918
- AFN 1952-1962

## Insigne et uniformes

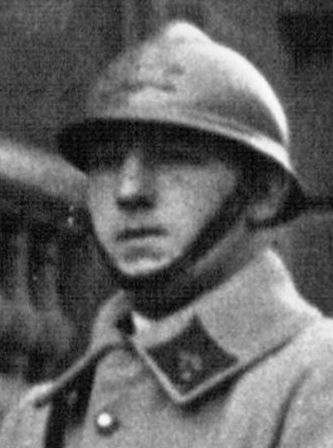
Artilleur du en 1932, portant l'étoile de l'artillerie volante sous les chiffres de son écusson de col (de couleur rouge).

L'insigne du régiment présente un Pégase dans une étoile, sur des canons croisés,.
Les militaires de l'artillerie volante (attachée à la cavalerie) portent une étoile sur leurs écussons régimentaires, sous le numéro,. Cette tradition se poursuit même au sein du 39e groupement de camp - 72e RA.

## Personnalités ayant servi au72eRA
- Charles Bricogne, de 1936 à 1940